# U-Bahn Nanchang

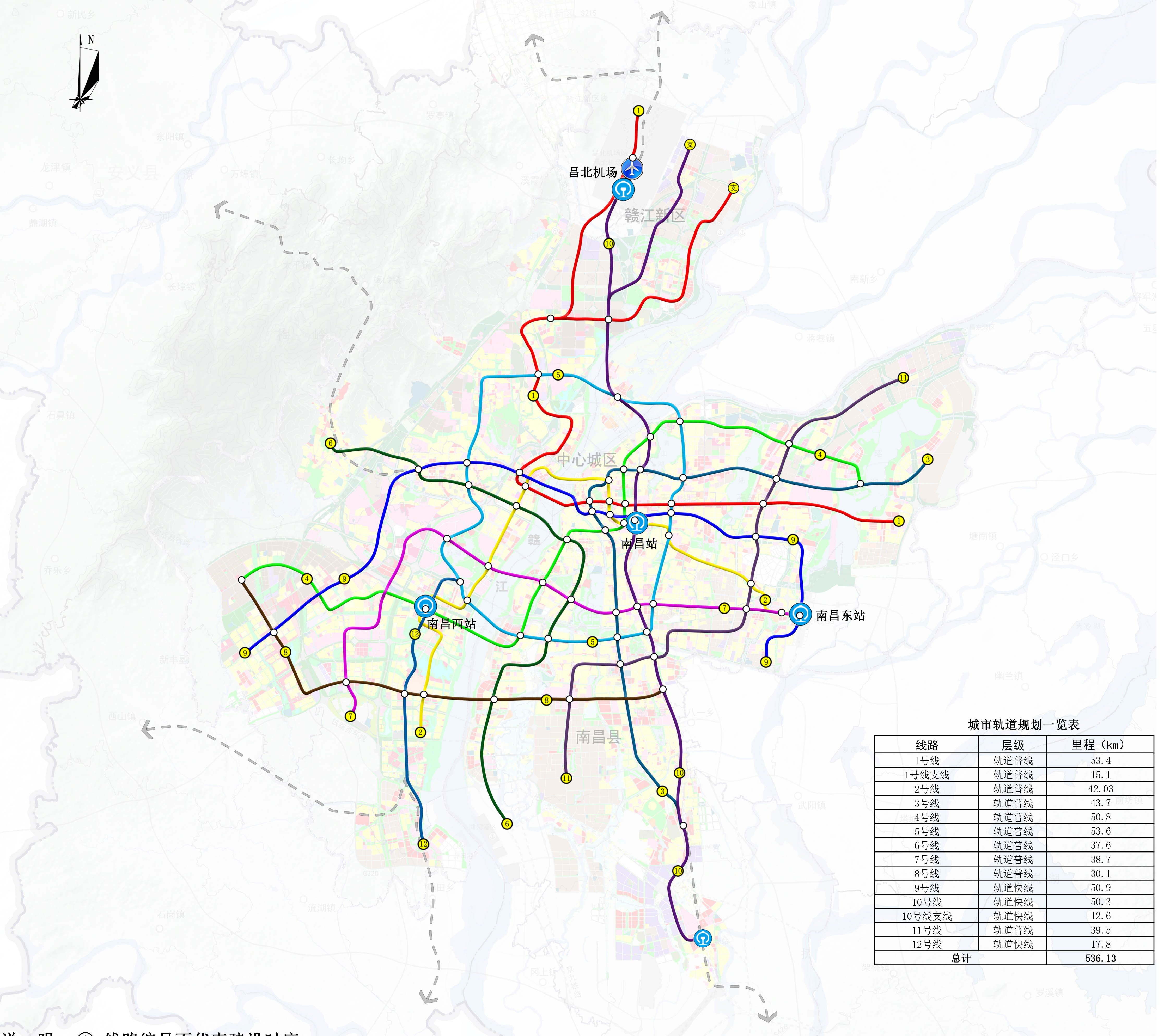
Linienplan für die Zukunft

Die U-Bahn Nanchang (chin. 南昌地铁 Pinyin Nánchāng dìtiě) ist die U-Bahn der Stadt Nanchang in der chinesischen Provinz Jiangxi. Die erste Linie wurde im Dezember 2015 eröffnet, Stand 2025 sind vier Linien in Betrieb. Ein Ausbau auf fünf Linien mit 198 Kilometern Gesamtlänge ist genehmigt und in Bau. Ziel ist es, dass der öffentliche Verkehr am Gesamtverkehr in Nanchang einen Anteil von 60 % hat, und die U-Bahn einen Anteil von 25 %.

## Netz

### Linie 1
Der Bau der Linie 1 vom Olympia-Zentrum am Yaohu-See bis zur Shuanggang-Allee wurde am 31. August 2009 von der Staatlichen Kommission für Entwicklung und Reform genehmigt. Dieser 28,7 Kilometer lange Abschnitt mit 24 Stationen ging am 26. Dezember in Betrieb.
Am 5. Mai 2015 genehmigte die Staatlichen Kommission für Entwicklung und Reform eine Linienverlängerung in Richtung Osten um 4,1 Kilometer und 2 Stationen. Dafür wurden Investitionen von 2,04 Milliarden Yuan freigegeben und eine Bauzeit bis 2021 veranschlagt. Sie ging im Juni 2025 gemeinsam mit einer Verlängerung nach Norden, die über 16,8 Kilometer und acht Stationen den Changbei Airport anbindet, in Betrieb.

### Linie 2
Der Bau der Linie 2 vom Bahnhof Nanchang West bis zur Hongdu-Allee wurde am 31. August 2009 von der Staatlichen Kommission für Entwicklung und Reform genehmigt. Eine Verlängerung um 8,5 Kilometern und 7 Stationen für eine Investition von 3,93 Milliarden Yuan wurde am 5. Mai 2015 genehmigt. Von dieser Linie wurde der erste, 19,6 Kilometer lange Abschnitt am 18. August 2017 in Betrieb genommen. Am 30. Juni 2019 folgte der zweite Abschnitt, sodass insgesamt 28 Stationen auf 31,5 Kilometern bedient werden. Die Strecke führt von Nanlu im Südwesten über den Westbahnhof westlich des Flusses Ganjiang, bevor sie nach Osten abknickt und den Bahnhof Nanchang erschließt.
Eine Erweiterung in Richtung Osten um 4,7 Kilometer und 4 Stationen wurde ebenfalls am 5. Mai 2015 genehmigt. Hierfür wurden Investitionen von 4,42 Milliarden Yuan und eine Bauzeit von 2017 bis 2020 veranschlagt. Diese Verlängerung zum Ostbahnhof wurde im Juni 2025 eröffnet.

### Linie 3
Die Linie 3 führt von Yinsanjiao North zur Jingdong Avenue. Für die Strecke von 26,8 Kilometern Länge mit 22 Stationen wurden 2015 Investitionen in der Höhe von 22 Milliarden Yuan genehmigt. Die Bauzeit wurde von 2015 bis 2020 veranschlagt. Die Strecke wurde im Dezember 2020 eröffnet.

### Linie 4
Die Linie 4 führt von Baimashan nach Yuweizhou. Für die Strecke von 39,6 Kilometern Länge mit 29 Stationen wurden im Jahre 2015 Investitionen in der Höhe von 28,7 Milliarden Yuan genehmigt. Die Bauzeit wurde von 2016 bis 2021 veranschlagt. Die Eröffnung fand am 26. Dezember 2021 statt.